# Funza
Funza – miasto w Kolumbii, w departamencie Cundinamarca.